# Лебедев, Виктор Дмитриевич
Виктор Дмитриевич Лебедев (6 [19] октября 1917, г. Петроград, Российская республика, — 3 декабря 1978 года, г. Москва, РСФСР) — советский государственный деятель, заместитель Председателя Совета Народного Хозяйства (СНХ) СССР — Министр СССР (1963—65 гг.).

## Биография
Родился 19 октября 1917 года в Ленинграде в семье служащих.
В 1932 году после окончания 6 классов общеобразовательной школы Лебедев В. Д. поступил на учёбу в школу фабрично-
заводского ученичества (ФЗУ) при Ленинградском станкостроительном заводе имени Свердлова. После окончания ФЗУ получил специальность токаря по металлу и работал на заводе рабочим, затем мастером, а позднее — заместителем начальника механо-сборочного цеха. Во время работы на заводе посещал вечернее отделение Рабфака и окончил его в 1938 году. В 1938 поступил в Ленинградский институт водного транспорта. Занятия в институте были прерваны Великой Отечественной войной 1941—1945 гг. В первые дни войны с большой группой студентов института добровольно ушёл в ряды Советской Армии.
В армии был определён в командиры отряда особого назначения при штабе Ленинградского фронта и назначен командиром разведгруппы. Выполняя задания командования, группа неоднократно переходила линию фронта и действовала на оккупированной территории в тылу немецких захватчиков.
В марте 1942 года был ранен и отправлен на лечение. После выздоровления возобновил обучение в институте, который был эвакуирован в г. Горький (Объединённый Ленинградский и Горьковский институт инженеров водного транспорта (ОЛГИИВТ)). В декабре 1944 года окончил механический факультет института по специальности инженер-механик и был направлен в Ленинград на завод им. Свердлова. В 1945—1946 годах работает там в должности начальника цеха и ведёт партийную работу в заводской парторганизации. В апреле 1946 года Лебедева В. Д. избирают секретарём партийной организации завода и начинается новый этап его карьеры. В 1947 году его переводят в структуры Калининского райкома партии, параллельно Лебедев В. Д. поступает на Исторический факультет университета Марксизма-Ленинизма при Ленинградском горкоме и заканчивает его в 1949 году
В 1954 году переходит в Министерство машиностроения и переезжает с семьёй в Москву. В 1965 переходит в структуры Госплана СССР, где и работает до своей смерти в 1978 году.

## Образование
- 1932—1934 гг. — ученик в школе ФЗУ при заводе им. Свердлова.
- 1937—1938 гг. — слушатель на вечернем отделении Рабфака.
- 1938—1941 гг. — студент Института Водного Транспорта г. Ленинграда.
- 1942—1944 гг. — студент Объединённого Ленинградского и Горьковского института инженеров водного транспорта (ОЛГИИВТ) г. Горький.
- 1947—1949 гг. — студент Университета Марксизма-Ленинизма при Ленинградском горкоме (г. Ленинград).

## Семья
Отец, Лебедев Дмитрий Игнатьевич и мать, Лебедева Мария Ивановна, всю жизнь проработали в 1-м Ленинградском медицинском институте (бывший Женский медицинский институт) препараторами, а позднее лаборантами.
Помимо Виктора Дмитриевича, в семье было ещё трое сыновей:
- Владимир Дмитриевич, 1913—1942 гг. погиб в Ленинградскую блокаду.
- Павел Дмитриевич, 1915 — гг., участвовал в Петергофском десанте, был ранен и попал в плен. После окончания войны вернулся в СССР.
- Лев Дмитриевич, 1926—1944 гг. был убит в Великую Отечественную войну и похоронен в Эстонии (Эстонская ССР, Вируский уезд, отм. 32-8, дом лесника).

Во время учёбы в Горьком познакомился с Твеленевой Евгенией Павловной и женился на ней в ноябре 1943 г. В браке родились трое детей: Светлана (в 1946 г.), Юрий (в 1947 г.), Татьяна (в 1956 г.)

## Трудовой путь
- 1932—1938 гг. — на станкостроительном заводе им. Я.Свердлова в Ленинграде: токарем, мастером, заместителем начальника механосборочного цеха.
- 1941—1942 гг. — служил в Красной Армии: командир отряда особого назначения при штабе Ленинградского фронта. После ранения продолжил учёбу.
- 1944—1947 гг. — Начальник цеха, секретарь партийной организации станкостроительного завода им. Я.Свердлова в Ленинграде.
- 1947—1951 гг. — на партийной работе в Ленинграде: инструктор отдела кадров Калининского райкома партии, инструктор отдела машиностроения Ленинградского горкома ВКП(б).
- 1951—1954 гг. — директор арматурного завода им. Леже в Ленинграде.
- 1954—1956 гг. — начальник Главного управления Министерства машиностроения и приборостроения СССР.
- 1956—1957 гг. — заместитель министра машиностроения СССР.
- 1957—1963 гг. — в аппарате Госплана СССР: заместитель начальника отдела станкостроения, начальник Главного управления «Союзглавхимкомплект».
- 1963—1965 гг. — начальник управления химического машиностроения и заместитель Председателя СНХ СССР, министр СССР.
- 1965—1973 гг. — заместитель председателя,
- с 1973 г. — первый заместитель председателя Госплана СССР.

Член ВКП(б) с 1941 г. Кандидат в члены ЦК КПСС с 1976 г. Верховного Совета СССР 9 созыва.
Похоронен в Москве на Новодевичьем кладбище.

## Награды и звания
Награждён двумя орденами Ленина, орденом Октябрьской Революции, орденом Трудового Красного Знамени, орденом Красной Звезды (31 марта 1942г.), медалью "За оборону Ленинграда", медалью "За доблестный Труд в Великой Отечественной войне 1941-1945гг"